# Олга Илич-Христилич
Олга Гашпарович, по мъж Илич-Христилич (на сръбски: Олга Гашпаровић, Илић-Христиличћ или Olga Gašparovič, Ilić-Hristilić), е югославска актриса.

## Биография
Родена е на 5 февруари 1880 година в Солун, тогава в Османската империя. Като девойка се преселва с майка си в Ниш, където завършва два класа в гимназията. Още на 14 години прави театралния си дебют в театър „Синджелич“ с ролята на Стефана в пиесата „Тръни и лаври“. Жени се за актьора коста Илич и от 1896 до 1898 година е членка на няколко пътуващи и градски театъра във Вараждин и Шабац. След това играе в Народния театър в Белград до 1900 година и играе в белградските театри „Весели вечери“ на Коста Делиния в 1900 година, „Орфеум“ на Бране Цветкович в 1901 година, „Весел театър“ на Михаил (Мике) Бакич в 1903 година. След това в периода 1904 - 1905 година ръководи пътуващ театър през Босна, а в 1906 година става членка на белградския „Театър в съгласие“ на Михаил Стойкович и на Градския театър в Шабац. От 1906 до 1909 година Олга Илич гостува на различни театъри. В 1909 година е поканена в белградския „Тетаър край булеварда“ под ръководството на Богобой Руцович, а в есента на 1910 година - от белградската опера на Жарко Савич, с която гостува в Нови Сад в 1911 година. В 1912 година играе в Осиечкия театър под името Оливера Сант. От 1913 година Олга Илич е членка на Скопския народен театър.
Непосредствено след Първата световна война Олга напуска скопската театрална сцена. Жени се за актьора Петър Христилич и става режисьорка и актриса в пътуващата му театрална трупа в периода 1923 - 1929 година. От 1932 до 1934 година играе в Народния театър в Ниш, където отпразнува 35 години от знаменитата си роля на Лукреция Борджия в едноименната пиеса.
Пише автобиографията си, озаглавена „За тази, която не се връща“ (О њој, која се не враћа), издадена в Ниш в 1934 година.
Умира на 17 януари 1945 година в Белград, тогава в Социалистическа федеративна република Югославия.
Олга Илич-Христилич е една от малкото актриси от своето поколение, които разполагат с толкова талант и изразителни дарби. От ранна възраст играе поетични и мелодраматични георини в класически произведения, сред които Дездемона, Офелия, Юлия и други.
Сред известните роли на Олга Илич-Христилич са Госпожа Табрет в „Свещеният пламък“ на Уилям Съмърсет Моъм, Баронеса Питар Верниол в „Топаз“ на Марсел Паньол, Мария в оперетата „Къщата на трите девойки“ на Франц Шуберт, Лукреция Борджия в „Лукреция Борджия“ на Виктор Юго, Зорка в „Преко мъртвите“ на Душан Николаевич, Царица в „Урошева женитба“, Йевросима в „Максим Църноевич“ на Лаза Костич и други.